# Чинечита
„Чинечита̀“ (на италиански: Cinecittà – Киноград, Град на киното) е световноизвестна киностудия в Рим, Италия.
Разположена е в югоизточно римско предградие (на около 9 km от центъра на града), на Тускуланския път (Via Tuscolana), на площ 400 декара (400 000 m²).
Студията е основана през 1937 г. от Бенито Мусолини, сина му Виторио и ръководителя на кинодирекцията на Мусолини Луиджи Фреди под лозунга „Il cinema è l'arma più forte!“ („Киното е най-мощното оръжие!“). Целта е не само да служи на пропагандата, но и да се увеличат възможностите на италианската киноиндустрия, която тогава е в криза. Мусолини лично открива студията на 21 април 1937 г. Първите филми, като едноименния филм за Сципион Африкански (1937) и „La corona di ferro“ (1941) демонстрират добро технологично състояние на студията. Седем хиляди души вземат участие в снимките на баталните сцени от „Сципион“, и живи слонове са превозени за част от инсценировката на битката при Зама.
По време на Втората световна война студията е бомбардирана.
До 1943 г. в студията са снимани около 300 филма. През 1950-те години на площадките на студията са снимани американските пеплуми, такива като „Бен Хур“ (1959) на режисьора Уилям Уайлър и „Камо грядеши“ на Мървин Лерой. След 1964 г. тук се снимат италиански уестърни.
През 1980-те години киностудията е на границата на банкрут и италианското правителство я приватизира.
През 1991 г. на територията на киностудията се провежда конкурсът „Евровизия“; през 1995 г. – изложба, посветена на 100-годишнината на кинематографа. През 2006 г. Маурицио Костанцо (на италиански: Maurizio Costanzo) и Стефано Чикарини (на италиански: Stefano Cigarini) откриват комплекса „Cinecittà Campus“, станал впоследствие школа за актьорско майсторство под името Eutheca – European Union Academy of Theatre and Cinema (Академия за театър и кино на Европейския съюз).
Към киностудията има едноименен тризвезден хотел.